# Joueur d'utilité
Au baseball, un joueur d'utilité (de l'anglais utility player) est un joueur pouvant jouer à plusieurs positions sur le terrain. Utilisé couramment pour identifier un type de joueur polyvalent, ce terme n'est cependant pas considéré comme une position officielle et n'apparaît pas sur les line-up.

## Champ extérieur et champ intérieur

Les positions en défense

Les athlètes évoluant uniquement en champ extérieur ne sont pas considérés comme des joueurs d'utilité, puisqu'il est courant de voir un champ patrouiller les trois champs (gauche, centre et droit) alternativement dans sa carrière, bien que les champs réguliers aient habituellement une position attitrée au champ extérieur.
En revanche, sera considéré un joueur d'utilité un joueur pouvant évoluer à différentes positions à l'avant-champ. S'il n'est pas rare de voir un tel athlète alterner entre les positions de deuxième base, de troisième base et d'arrêt-court, il est en revanche moins fréquent de le voir au poste de joueur de premier but, qui requiert des qualités plus spécifiques.
Il existe plusieurs cas de receveurs ayant été convertis en joueurs de première base au cours de leur carrière. En raison de la nature même de leur rôle, les receveurs sont sujets aux blessures, souvent aux genoux puisqu'ils travaillent accroupis durant tout le match. Leur habileté à capter des lancers imprécis ou difficiles à maîtriser en font souvent d'excellents candidats pour jouer en première base.
Un joueur pouvant alterner entre les champs intérieur et extérieur est aussi considéré comme un joueur d'utilité.

## Exemples

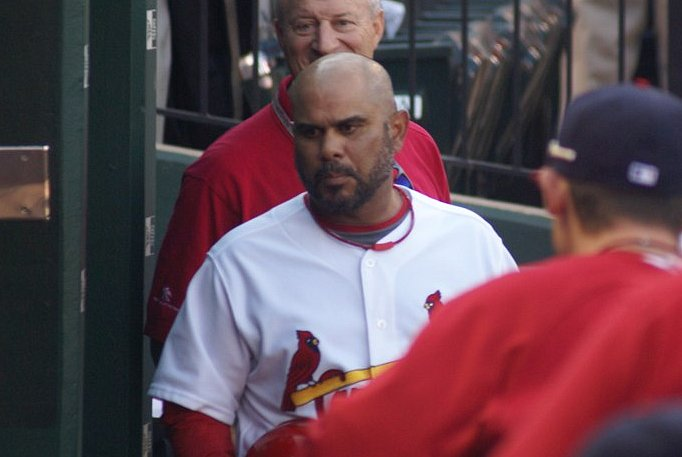
José Oquendo.

Dans les Ligues majeures de baseball, un des meilleurs exemples de joueur d'utilité est José Oquendo, surnommé The Utility Man, qui a évolué dans les années 1980 et 1990, principalement pour les Cardinals de Saint-Louis. Il est en effet l'un des rares joueurs de l'histoire des majeures à être apparu au moins une fois à chacune des neuf positions en défensive sur le terrain. Ceci exclut le rôle de frappeur désigné, qui n'est pas un poste en défensive et auquel les équipes de la Ligue nationale de baseball n'ont pas recours, mais inclut en revanche le poste de lanceur. Puisqu'un lanceur, au baseball, est un rôle très spécifique, il devient par conséquent extrêmement rare de voir l'un d'entre eux apparaître à une autre position et, inversement, extrêmement rare qu'un joueur qui n'est pas lanceur fasse une présence au monticule.
Voici une liste non exhaustive de joueurs des ligues majeures étant ou ayant été considérés comme joueurs d'utilité :
| - José Oquendo - Pete Rose - Bert Campaneris - Tony Phillips - Omar Infante |  | - Ryan Theriot - Honus Wagner - Luis Salazar - Scott Spiezio - Cookie Rojas |  | - F. P. Santangelo - Rex Hudler - Brent Lillibridge - Craig Counsell - Eric Bruntlett |  | - Willy Aybar - Ken Macha - Mark McLemore - Shane Halter - Cesar Tovar |